# 구암항
구암항은 대한민국 전라남도 고흥군 도화면 구암리에 있는 어항이다. 1991년 4월 30일 지방어항으로 지정하여 관리하고 있다. 시설관리자는 고흥군수이다.

## 어항 연혁
본래 흥양군 도화면 구암리에 속한 마을로서 마을 위에 거북이처럼 생긴 큰바위가 있어 구암이라 하였다가 뒤에 아홉구자로 고쳐 구암이라 칭했는데 1956년 행정구역 개편시 구암리 아래쪽에 위치했다 하여 하동이라 칭하고 하동항이라고 했다. 2021년 5월 20일 구암항으로 변경되었다.

## 어항 구역
본 항의 어항구역은 다음과 같다.
- 수역: 구암리 산204-1번지 돌출부에서 정남으로 100m지점에서 산229-3번지 돌출부와 연결한 공유수면

## 어항 시설
- 물양장 271m, 방파제 453m

## 주요 어종
- 장어, 농어, 김